# Savvas Kofidis
Savvas Kofidis - em grego, Σάββας Κωφίδης (Alma-Ata, 5 de fevereiro de 1961) é um ex-futebolista e treinador de futebol grego.

## Carreira
Nascido na então RSS Cazaque, Kofidis jogou a maior parte de sua carreira no Iraklis, clube pelo qual estreou em 1981 e realizou 206 partidas até 1988, marcando 18 gols. Teve ainda passagens pelo Olympiakos e pelo Aris Salónica, principal rival do Iraklis
, voltando ao clube alvi-azul em 1997. Encerrou a carreira de jogador em 1999, aos 38 anos.
Como treinador, exerceu o cargo por 2 vezes no Iraklis, entre 2005 e 2007 e entre 2009 e 2010. Passou também por Skoda Xanthi e Anagennisi Giannitson, sua última equipe. Desde 2013, Kofidis encontra-se desempregado.

## Seleção Grega
Entre 1982 e 1994, Kofidis atuou pela Seleção Grega, marcando apenas um gol em 67 partidas (contra Israel, em janeiro de 1985). Convocado para a Copa de 1994, a primeira do país. Jogou as 3 partidas da equipe, que, no entanto, caiu na primeira fase.
Embora representasse a Grécia, tornou-se o primeiro jogador do Cazaquistão a disputar uma Copa.